# Materiale composito

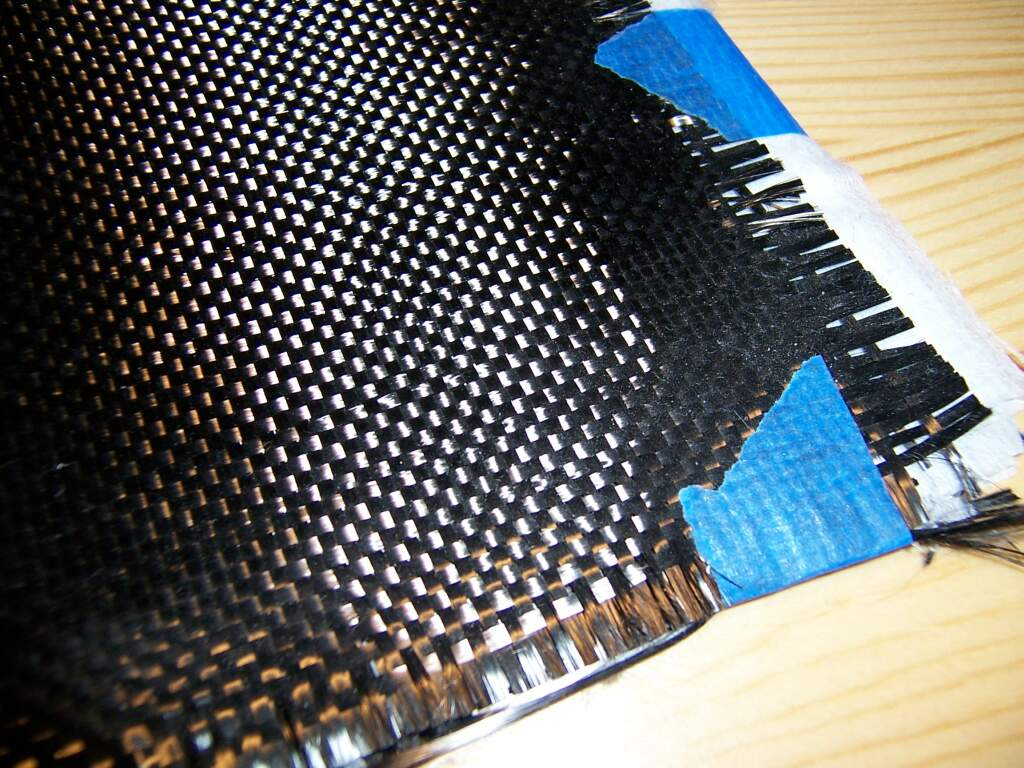
Tessuto di filamenti in fibra di carbonio.

Un materiale composito, nella scienza dei materiali, è un materiale eterogeneo, cioè costituito da due o più fasi con proprietà fisiche differenti, le cui proprietà sono molto migliori di quelle delle fasi che lo costituiscono. Solitamente, le diverse fasi nel composito sono costituite da materiali diversi, come nel caso di compositi di fibra di carbonio e resina epossidica. Vi sono tuttavia delle eccezioni in cui le diverse fasi sono fatte dello stesso materiale, come ad esempio nei materiali SiC/SiC (carburo di silicio) e nel polipropilene autorinforzato (SRPP). I materiali compositi possono essere sia artificiali che naturali. Alcuni esempi di materiali compositi presenti in natura sono il legno, in cui fibre di cellulosa sono disperse in una fase di lignina, e le ossa, in cui il collagene è rinforzato da apatite minerale.

## Storia
I più primitivi materiali compositi artificiali furono i mattoni, costituiti da paglia e fango combinati insieme. Il libro Biblico dell'Esodo, ad esempio, parla degli Israeliti oppressi dal Faraone che erano costretti a preparare mattoni senza paglia. L'antico processo della lavorazione del mattone può ancora essere visto sui dipinti tombali egiziani nel Metropolitan Museum of Art.
Più tardi furono messi a punto altri materiali compositi, tra cui il compensato, il calcestruzzo e l'insieme di calcestruzzo e tondini di ferro (chiamato cemento armato).

## Struttura dei materiali compositi

Struttura di un materiale composito rinforzato con fibre.

I singoli materiali che formano i compositi sono chiamati costituenti, e a seconda della loro funzione prendono il nome di matrice e rinforzo (o carica).
L'insieme di queste due parti costituisce un prodotto in grado di garantire proprietà meccaniche elevatissime (a questo scopo fondamentale è la cura dell'adesione interfacciale tra rinforzo e matrice) e massa volumica decisamente bassa: per questo motivo i compositi sono largamente usati nelle applicazioni dove la leggerezza è cruciale, aeronautica in primis.

### Matrice
La matrice è costituita da una fase continua omogenea, che ha il compito di:
- racchiudere il rinforzo, garantendo la coesione del materiale composito (e degli eventuali strati di cui esso è composto, nel caso di composito laminato);
- garantire che le particelle o le fibre di rinforzo presentino la giusta dispersione all'interno del composito e non si abbia segregazione.

A seconda della natura della matrice, i materiali compositi si suddividono in varie categorie, tra cui:
- PMC (Polymer-Matrix Composite): compositi a matrice polimerica, ad esempio termoplastici (come il Nylon e l'ABS) o termoindurenti (come le resine epossidiche);
- MMC (Metallic-Matrix Composite): compositi a matrice metallica, generalmente alluminio, o titanio e loro leghe, più raramente magnesio o altri;
- CMC (Ceramic-Matrix Composite): compositi a matrice ceramica, generalmente carburo di silicio o allumina;
- compositi carbonio-carbonio: sia la matrice che il rinforzo sono costituiti da carbonio;
- compositi ibridi: contengono due o più tipologie di fibre.

Nella maggioranza dei casi le matrici sono polimeriche perché garantiscono bassa densità (e quindi leggerezza del materiale finale): hanno però il difetto di calare drasticamente le performance al salire della temperatura.
Nei materiali compositi a matrice polimerica si possono utilizzare come matrice ad esempio le resine epossidiche (le stesse usate in alcuni adesivi) oppure le Resine fenoliche, eventualmente additivate con altri polimeri (p.es. PVB) che contribuiscono a migliorare le caratteristiche meccaniche (p.es flessibilità) del materiale composito pur mantenendo l'adesione al rinforzo.

### Rinforzo

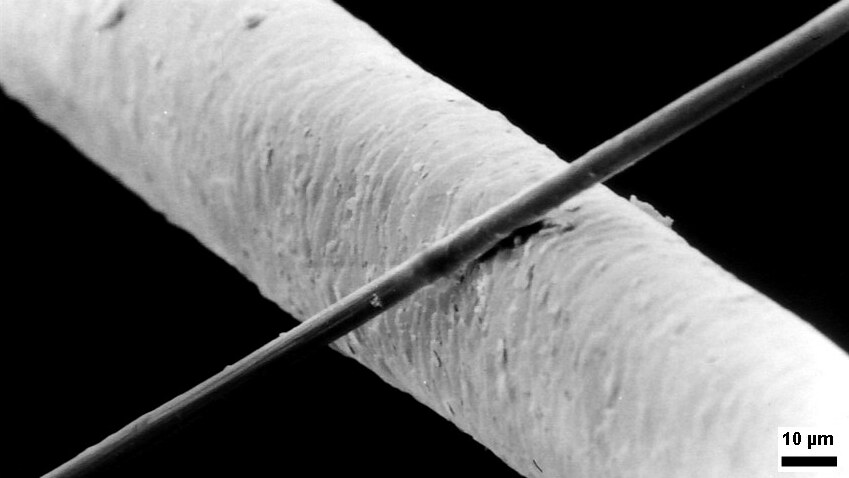
Una fibra di carbonio (più scura e sottile) a confronto con un capello umano (più chiaro e spesso).

Il rinforzo è rappresentato da una fase dispersa, che viene appunto dispersa in varie modalità all'interno della matrice e ha il compito di assicurare rigidezza e resistenza meccanica, assumendo su di sé la maggior parte del carico esterno.
A seconda del tipo di rinforzo, i materiali compositi si suddividono in:
- compositi particellari;
- compositi rinforzati con fibre;
- compositi strutturati (ad esempio pannelli a sandwich, materiali compositi laminati e pannello composito in alluminio).

#### Compositi con fase dispersa particellare
Nei compositi particellari il rinforzo è costituito da "particelle", le quali (a differenza delle fibre) possono assumersi equiassiche,
Le proprietà chimico-fisiche dei materiali compositi particellari dipendono dalla geometria del sistema particellare, ovvero:

- dimensioni e forma delle particelle
- concentrazione, distribuzione e orientamento delle particelle all'interno della fase matrice.

#### Compositi con fase dispersa fibrosa
I compositi rinforzati con fibre possono essere a loro volta classificati in:
- compositi a fibre continue (o lunghe);
- compositi a fibre discontinue (o corte) allineate tra loro;
- compositi a fibre discontinue (o corte) disposte in maniera casuale.

I materiali compositi con fase dispersa fibrosa presentano una spiccata anisotropia. Questa anisotropia non si riscontra (o per lo meno è molto minore) nei compositi particellari, nella misura in cui dette particelle sono equiassiche.
L'anisotropia, se controllata, può costituire un vantaggio: il materiale viene rinforzato in quelle direzioni dove si sa verrà caricato e dunque le prestazioni vengono ottimizzate (come nel caso dei compositi a fibre continue). Se, invece, è dovuta a fenomeni più difficilmente controllabili (ad esempio flusso plastico del materiale in uno stampo, come nel caso dei compositi a fibre corte) diviene problematica perché l'orientazione delle direzioni di massimo rinforzo difficilmente coincide con quella desiderata.
Nel caso di compositi rinforzati con fibre, il rinforzo può essere ad esempio costituito da:
- fibra di vetro
- fibra di carbonio (costituite da carbonio grafitico e carbonio amorfo)
- fibre ceramiche (ad esempio carburo di silicio o allumina)
- Fibra Aramidica (come il Kevlar)
- fibra di basalto.

#### Compositi strutturati
I compositi strutturati sono manufatti realizzati con uno o più strati di tessuto di rinforzo su cui è applicata una matrice in resina (epossidica, poliestere, ecc.) e, se previsto, anche con un materiale di anima, ovvero il laminato a sandwich. Spesso il tessuto di rinforzo è anche chiamato pelle o stuoia. Successivamente vi è una fase di indurimento della matrice in resina (curing), in seguito alla quale il laminato è considerato utilizzabile.
Il laminato, pannello o struttura a sandwich è costituito da due strati resistenti, chiamati pelli o facce, tra loro distanziati e collegati in maniera rigida a un elemento connettivo chiamato anima (noto come "core" in inglese). Questa struttura ha caratteristiche statiche notevolmente migliori rispetto alle singole parti che la compongono. Il cartone è un esempio di pannello a sandwich: gli strati esterni sono infatti separati da uno strato di cartone ondulato, posto al centro.

### Meccanismi di adesione matrice-rinforzo
Le interfacce tra matrice e rinforzante rappresentano il luogo in cui avviene il trasferimento degli stress tra i due componenti del materiale. Si possono distinguere due situazioni principali:
- legame interfacciale forte: in questo caso, l'inserimento del rinforzante contribuisce ad aumentare la rigidezza e la resistenza del composito.
- legame interfacciale debole: si verificano fenomeni di decoesione e scorrimento relativo tra matrice e rinforzante, che comportano un incremento del lavoro necessario per la frattura del composito. In tali condizioni, la presenza del rinforzante aumenta l'energia richiesta per l'apertura di una cricca, rendendo il materiale più tenace rispetto alla sola matrice.

In entrambe le situazioni si osserva un miglioramento di alcune proprietà meccaniche a scapito di altre, rendendo i due scenari mutualmente incompatibili. Pertanto, la resistenza del legame interfacciale deve essere opportunamente bilanciata per ottenere la migliore combinazione possibile di proprietà meccaniche in funzione dell'applicazione prevista.
Nel momento in cui un composito viene fabbriacato spesso la matrice si trova sotto forma di fase liquida o pastosa, pertanto la capacità della matrice di ricoprire il rinforzante è data anche dalla bagnabilità tra questi.

## Produzione dei materiali compositi

### Avvolgimento su rocchetto
È una tecnica per la produzione di componenti cavi a simmetria cilindrica (come tubi, pali, serbatoi). Consiste nell'avvolgimento di fibre impregnate di resina a bassa viscosità su di un rocchetto con un mandrino rotante. È un procedimento rapido e economico, e garantisce buone proprietà strutturali al composito. Il processo è però limitato ad oggetti di forma convessa senza concavità.
Il filament winding si utilizza generalmente per produrre materiali compositi così costituiti:
- fase dispersa: in fibre di carbonio, di vetro o aramidiche;
- matrice: in resine epossidiche, poliestere, vinilestere o fenoliche.

### Formatura per infusione di resina (RTM)
Il RTM (resin transfer moulding) è un processo in cui viene usato uno stampo in due componenti che sagoma le due facce del pannello. La parte inferiore è rigida, la parte superiore può essere anch'essa rigida o flessibile. Gli stampi flessibili possono essere realizzati in materiale composito, siliconi o in fili di polimeri estrusi, come il nylon. I due lati combaciano per formare una cavità di stampo. La particolarità di questo processo è che i materiali di rinforzo vengono posizionati nella cavità e lo stampo viene chiuso prima dell'introduzione del materiale che costituirà la matrice. Il RTM ha numerose varietà che differiscono nel modo in cui la resina viene introdotta. Il processo può avvenire sia ad alta temperatura sia a temperatura ambiente.

### Laminazione
Le fibre (generalmente in forma di "stuoia", filo tagliato o tessuto), vengono posizionate su uno stampo, sul quale viene successivamente versata la resina (in genere di poliestere o vinilestere). L'indurimento ("curing") della matrice polimerica viene effettuato a temperatura ambiente, facendo passare contemporaneamente il materiale composito attraverso dei rulli, in modo da facilitare l'impregnazione delle fibre. È in genere un procedimento adatto alla lavorazione di parti di grandi dimensioni.
Esiste anche lo "Spray Lay Up" (laminazione a spray), che consiste nello spruzzare la resina su uno strato di fibre. Tale lavorazione ha il vantaggio di essere facilmente automatizzabile, ma è possibile ottenere solamente materiali compositi con fibre discontinue orientate in maniera casuale (quindi non si possono ottenere compositi con fibre continue
o compositi con fibre discontinue allineate).

### Laminazione in autoclave
Questa lavorazione viene solitamente usata per trattare le fibre di carbonio o il kevlar. Vengono prima tagliati degli strati di fibre della lunghezza desiderata; successivamente questi vengono impilati e incollati. Questi blocchi sono poi successivamente inseriti in un'autoclave, dove vengono sottoposti a dei programmi di temperatura e pressione, al termine dei quali si ottiene il laminato indurito. In questa lavorazione è molto comune l'uso dei prepreg (fibre preimpregnate di resina), che garantiscono omogeneità strutturale al composito.
Una variante produttiva per la laminazione consiste nell'usare un film solventless di PVB da interporre tra gli strati dei prepreg: controllando opportunamente i parametri di temperatura, pressione e tempo, si può regolare il grado di penetrazione del PVB all'interno dei prepreg in funzione delle proprietà meccaniche richieste al composito finito. I vantaggi dell'uso di tali film sono legati principalmente all'assenza di solventi, alla facilità di applicazione e alle buone proprietà di adesione del PVB a diversi tipi di fibre usate nei compositi (p.es Fibra di carbonio, Fibra Aramidica, Fibra di vetro).

## Esempi di materiali compositi e applicazioni
I materiali compositi sono richiesti da quei settori della produzione dove è necessario soddisfare esigenze di basso peso ed elevate caratteristiche meccaniche.
Le industrie aeronautica, navale e automobilistica fanno larghissimo uso di materiali compositi per la costruzione di strutture alari, fusoliere, carrelli, barche, canoe, pannelli di carrozzeria, telai di "Formula 1" e la riparazioni di esse, balestre, parti di motore e accessori vari.
Le industrie aerospaziale e bellica utilizzano questi materiali per componenti strutturali di stazioni di lancio e di macchine semoventi nello spazio, oltre che per caschi e giubbotti antiproiettile.
Nel settore dello sport i materiali compositi vengono impiegati per la costruzione di sci, bob, racchette da tennis, biciclette, canne da pesca, riser per il tiro con l'arco e aste per il salto con l'asta.
In medicina si costruiscono protesi in materiali compositi.
Nel settore dell'impiantistica vengono impiegati per tubazioni e serbatoi.
I materiali compositi, per come vengono prodotti, costituiscono la base per la preparazione dei cosiddetti materiali intelligenti (Smart Materials): questi si ottengono annegando all'interno del composto, in fase di costruzione, delle fibre ottiche che, collegate ad un computer, costituiscono il sensore capace di trasformare i segnali in funzione degli stati di sollecitazione e di deformazione presenti. Un esempio applicativo potrebbe essere il telaio di autovetture, costruito in materiale composito intelligente, che potrebbe essere tenuto costantemente sotto controllo da un computer di bordo. Con questo tipo di monitoraggio il pilota sarebbe in grado di valutare, in ogni momento, l'efficienza della struttura e l'insorgere di situazioni pericolose.
Altri esempi di materiali compositi sono rappresentati dai materiali per le pavimentazioni stradali, formate da acciaio e aggregato rinforzato di cemento portland o conglomerato di asfalto.
I piatti della doccia e le vasche da bagno possono essere costruiti in fibra di vetro. Sono inoltre costituiti da materiali compositi le superfici dei lavandini e dei piani di lavoro da cucina che imitano il granito o il marmo.
Alcuni materiali compositi vengono formulati per la costruzione dei veicoli spaziali, i quali devono resistere a condizioni particolarmente impegnative.
Un esempio di materiale composito di natura metallica è la perlite (costituita da ferrite alfa e cementite).
Anche in natura esistono materiali compositi, ad esempio il legno (costituito principalmente da cellulosa dispersa in lignina) o le ossa (costituite da collagene e apatite);
Il legno a sua volta può costituire da base per altri materiali compositi, quale ad esempio il compensato e il legno truciolare.

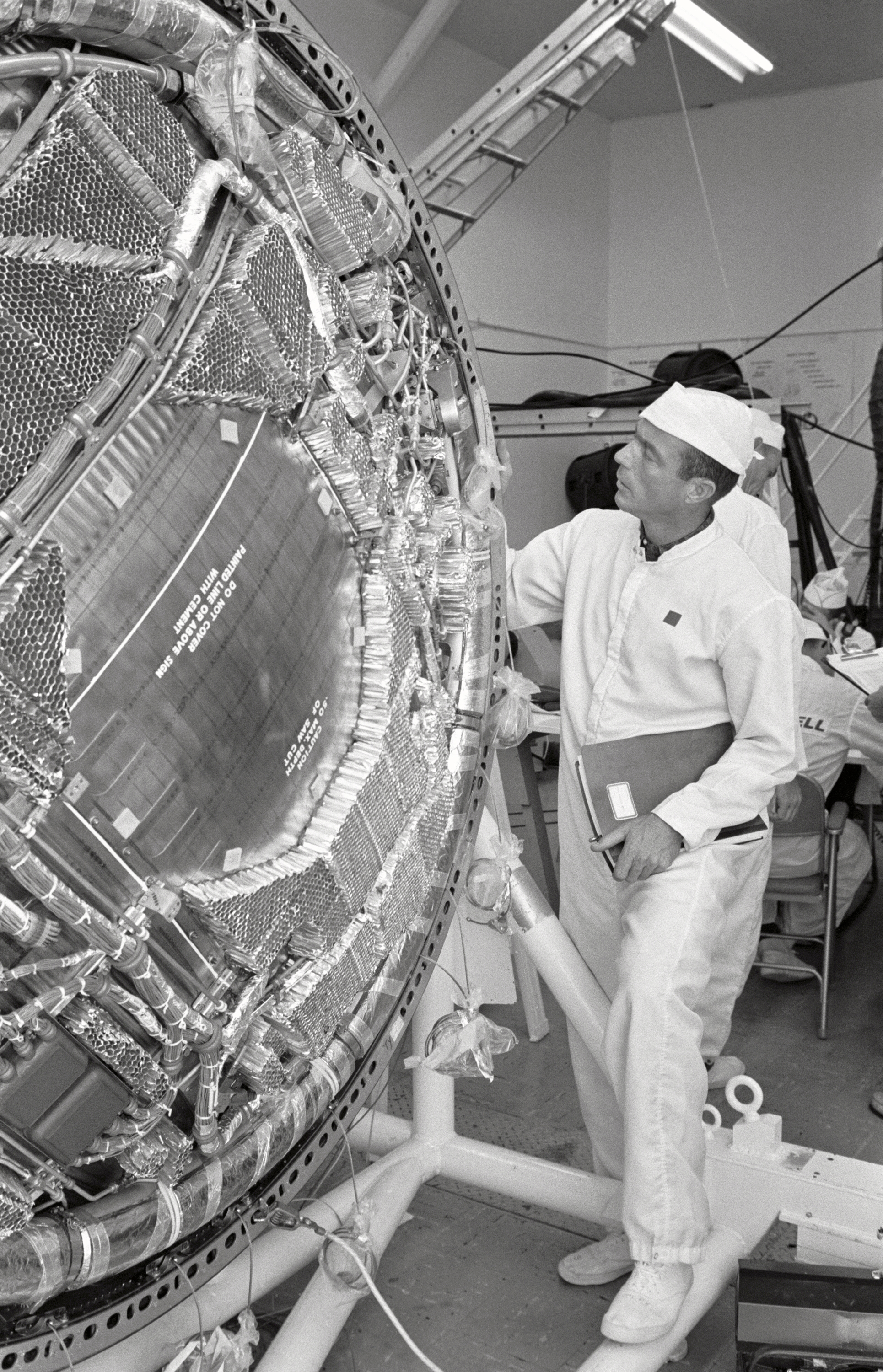
L'astronauta Malcolm Scott Carpenter esamina un materiale composito strutturato (pannello a sandwich) della capsula Aurora 7.
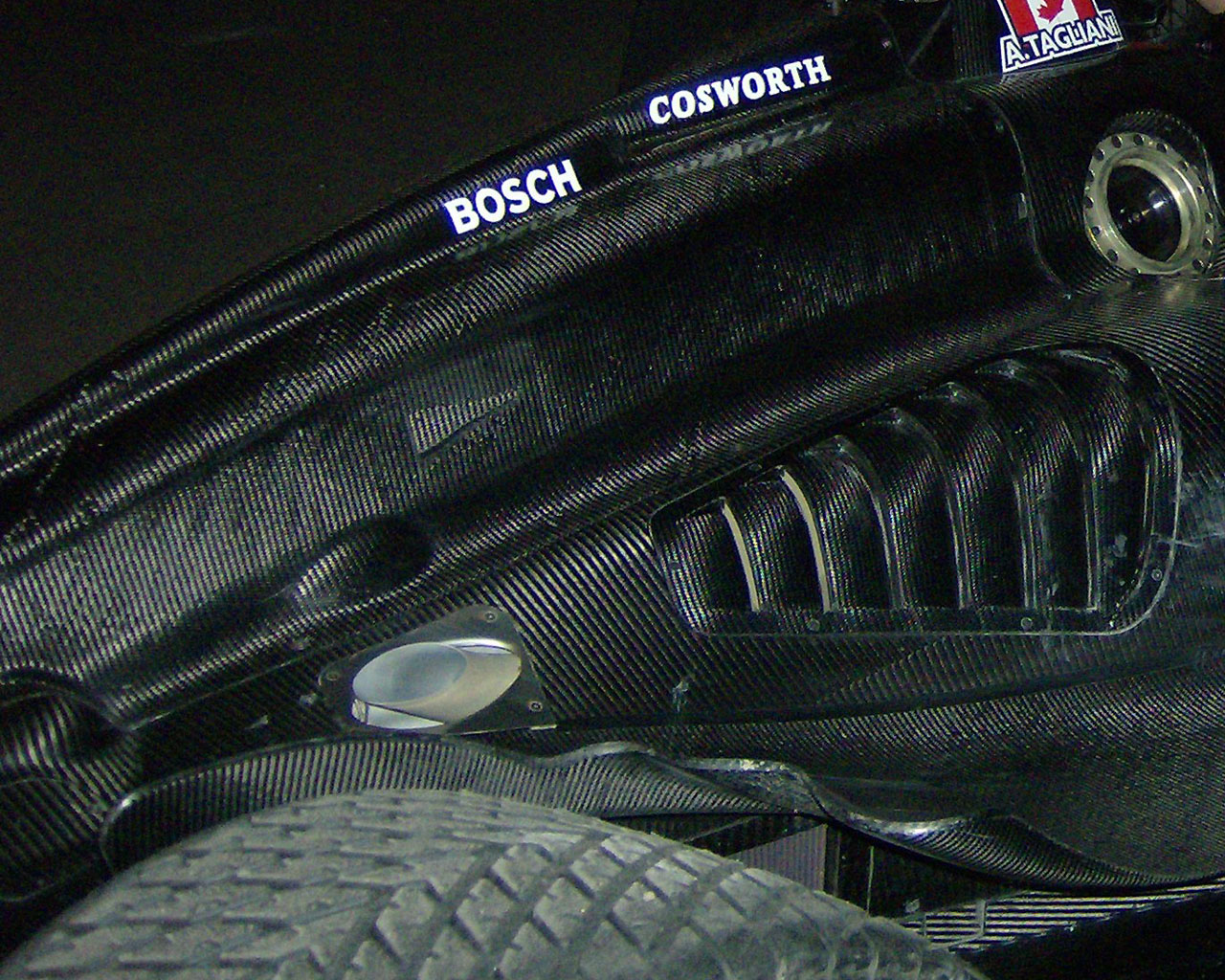
Auto di Formula Indy costruita in fibra di carbonio. L'auto non è ancora stata verniciata, per cui si intravedono le trame delle fibre di carbonio.
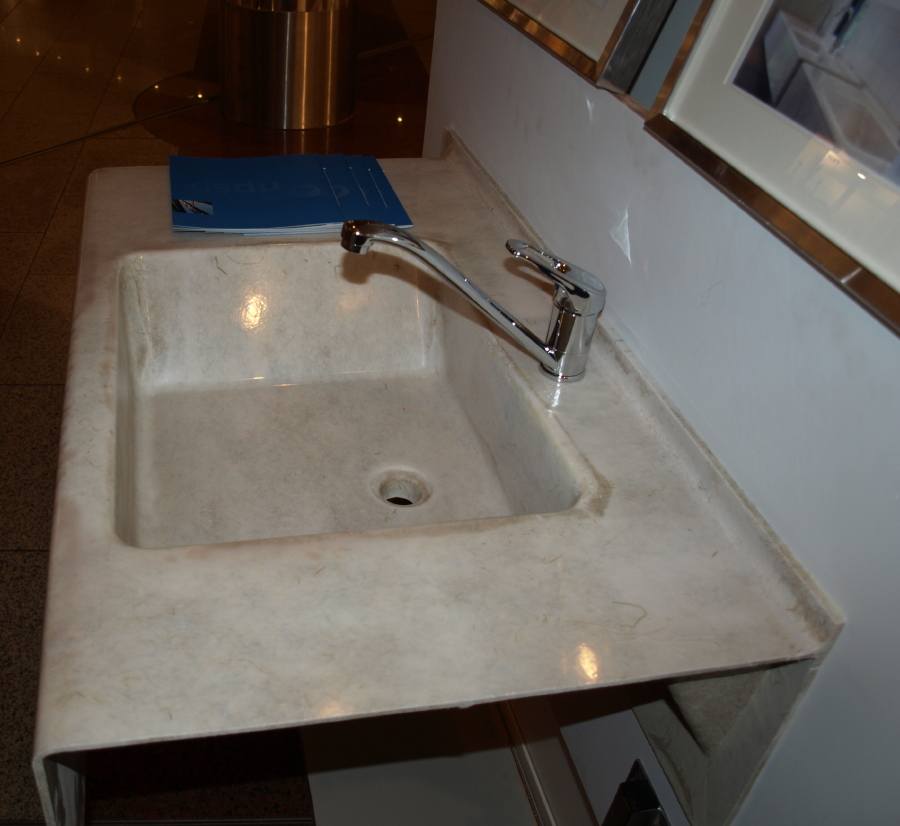
Lavandino realizzato in materiale composito (polimero rinforzato con fibre naturali).
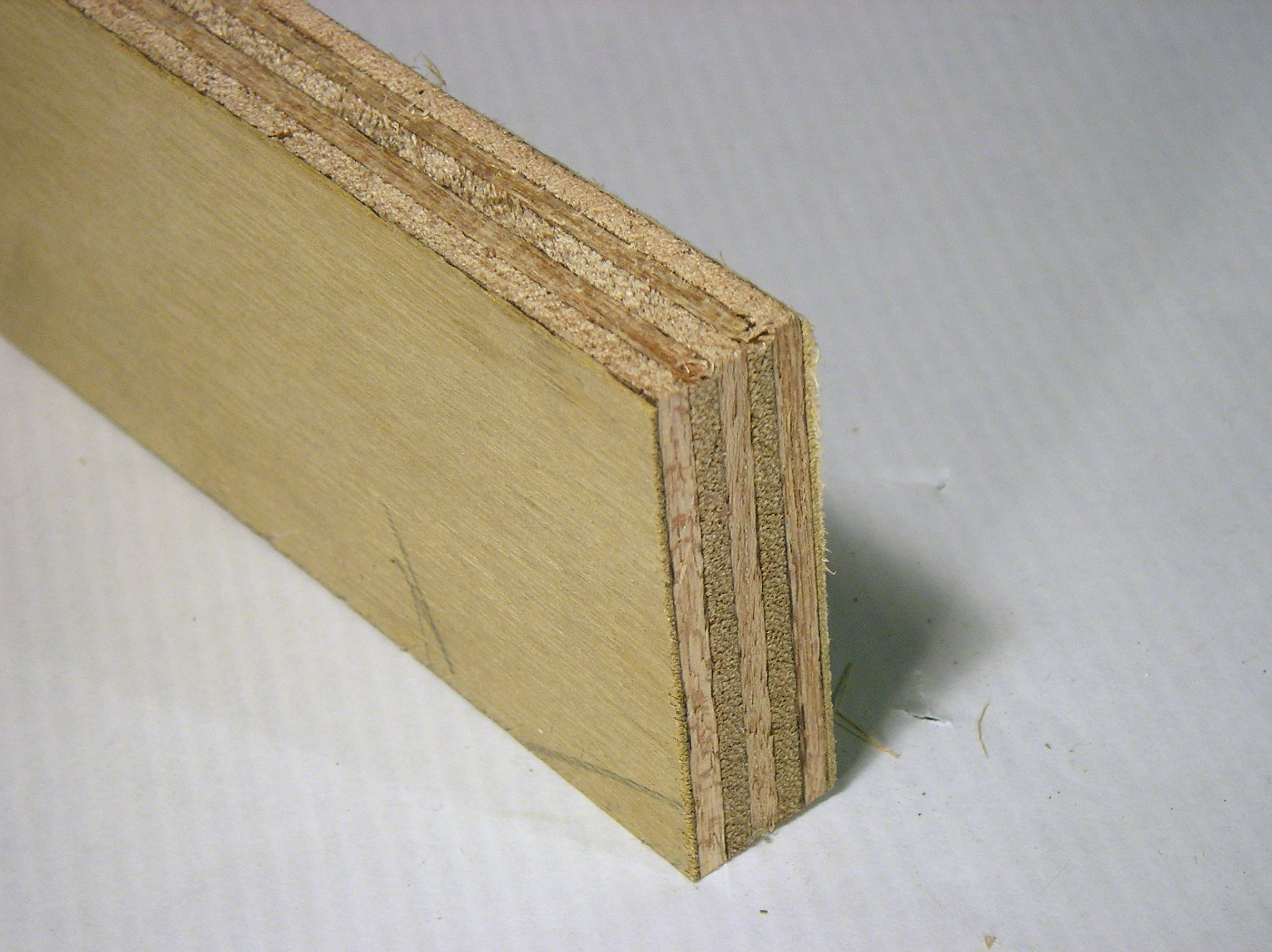
Il legno compensato è un comune materiale composito.
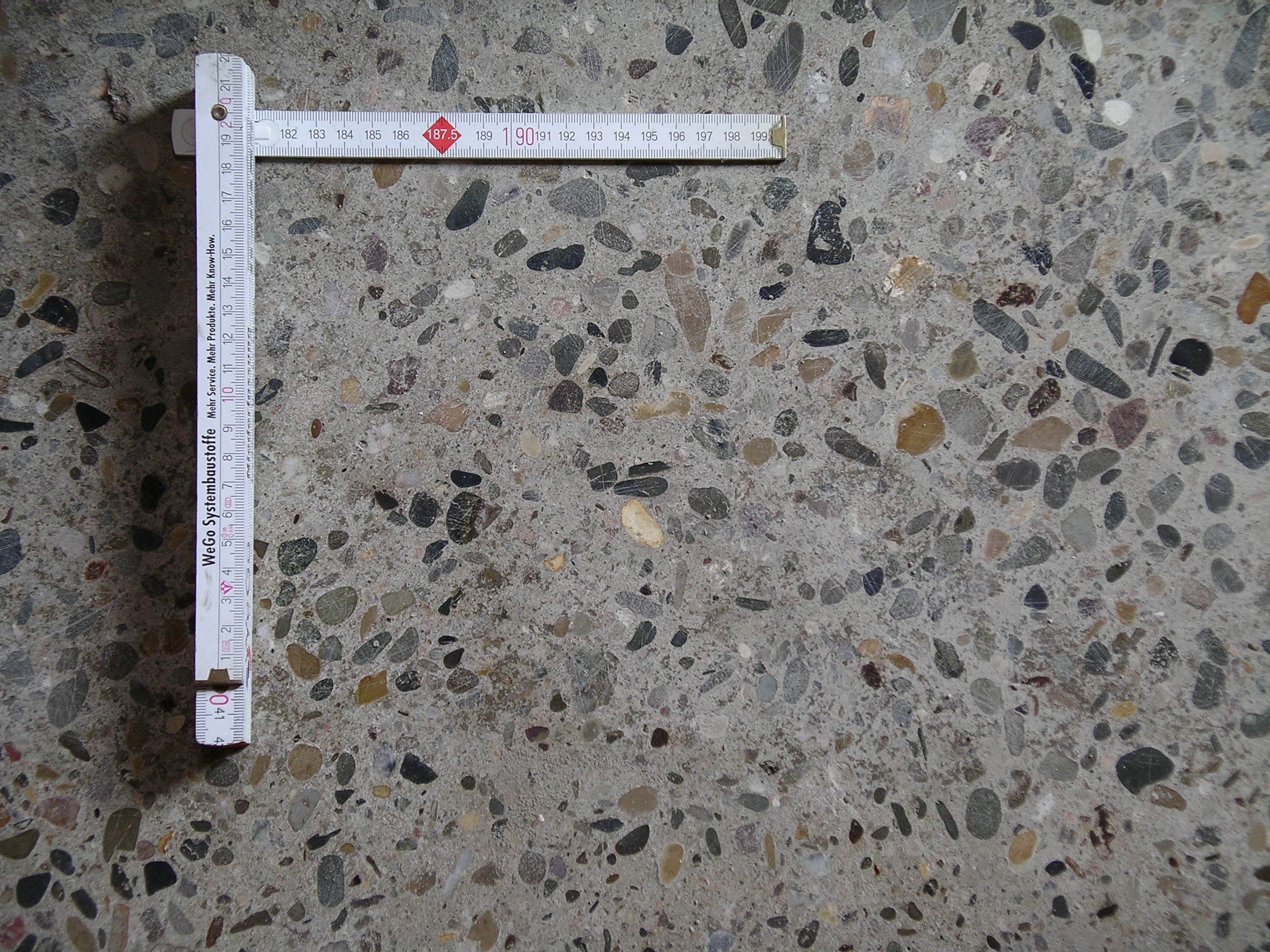
Il calcestruzzo è un materiale composito.
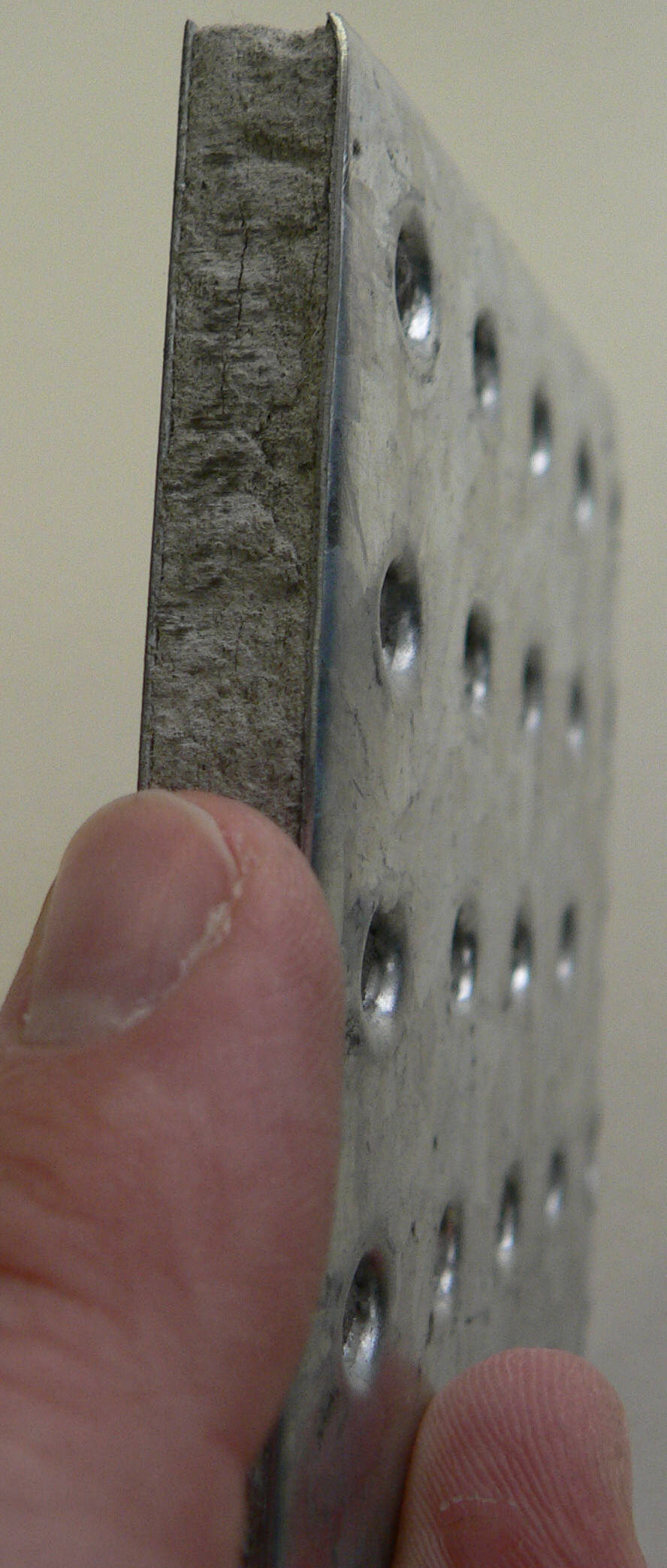
"Durasteel", un materiale composito costituito da calcestruzzo rinforzato con fibre rivestito da fogli di metallo punzonato.